# Tohku
Koordinaten: 58° 29′ N, 21° 58′ O
Tohku ist ein Dorf (estnisch küla) auf der größten estnischen Insel Saaremaa. Es gehört zur Landgemeinde Saaremaa (bis 2017: Landgemeinde Kihelkonna) im Kreis Saare.

## Einwohnerschaft und Lage
Das Dorf hat drei Einwohner (Stand 31. Dezember 2011). Es befindet sich auf der Nordspitze der Halbinsel Tagamõisa. Östlich des Ortes liegt der sechzehn Hektar große See Taugapää järv.